# Osobní technický prostředek

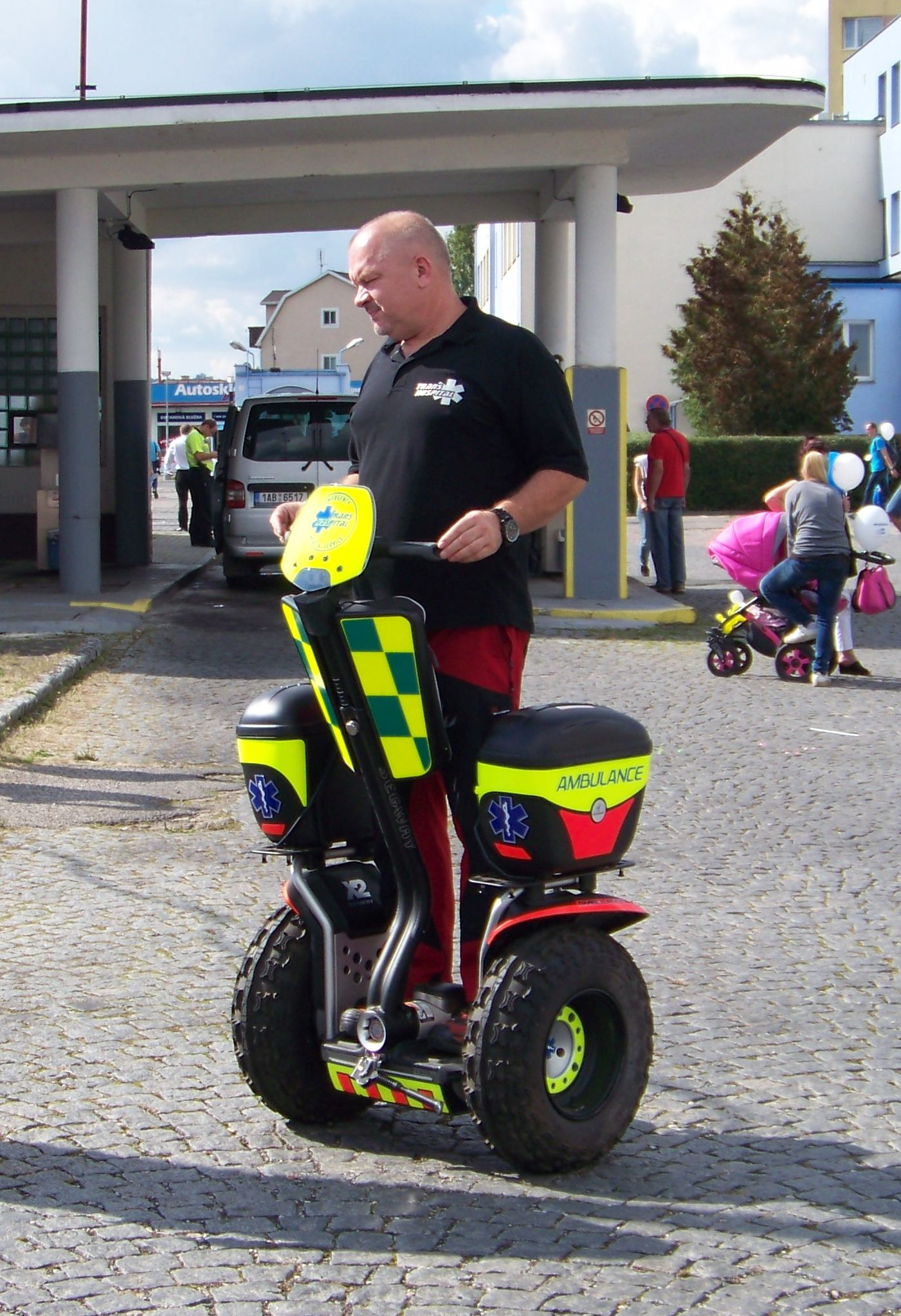
Záchranářský segway záchranné služby Trans Hospital

Osobní technický prostředek je termín, který byl novelizačním českým zákonem č. 48/2016 Sb. s účinností od 20. února 2016 zaveden do znění zákona č. 361/2000 Sb., o provozu na pozemních komunikacích. Podle jeho § 2 písm. nn) jde o „osobní přepravník se samovyvažovacím zařízením, nebo obdobné zařízení“. Tento termín je pokusem o legislativní abstrakci charakteru patentovaných vozítek značky Segway, avšak dosud nebylo objasněno, jaké další prostředky by do takto rozšířeného pojmu mohly spadat – jistě do něj spadá tzv. minisegway, teoreticky i například jednokolka. Termín je pouze v úvodní části zákona definován, ale nikde dále v tomto zákoně ani jiném předpise už není použit, místo něj je jako legislativní zkratka zaveden s téměř shodnou definicí termín osobní přepravník. 

## Historie pojmu
Termín vznikl ve snaze legislativně zařadit dopravní prostředky značky Segway. Pro ně české ministerstvo dopravy ve svém návrhu novely zákona o silničním provozu z října 2014 navrhlo název osobní přepravník se samovyvažovacím zařízením, který zároveň zahrnulo pod obecnější pojem osobní přepravní prostředek, pod který měla spadat též „obdobná zařízení“.
Vládní verze návrhu z dubna 2015 termín „osobní přepravní prostředek“ nahradila termínem „osobní technický prostředek“. Zároveň tentýž vládní návrh v dalším textu zavedl legislativní zkratku „osobní přepravník“ pro „osobní přepravník se samovyvažovacím zařízením nebo obdobné technické zařízení“.
Verze z vládního návrhu byla nakonec také přijata. Definitivní znění zákona č. 48/2016 Sb., účinného od 20. února 2016, zavádí v § 2 písmenu nn) zákona 361/2000 Sb. pojem osobní technický prostředek, který definuje jako osobní přepravník se samovyvažovacím zařízením, nebo obdobné zařízení. Takto zavedení termín „osobní technický prostředek“ však není nikde v zákoně ani jednou použit, v novém § 60a však je místo toho v odst. 1 pro tentýž význam (osobní přepravník se samovyvažovacím zařízením nebo obdobné technické zařízení) zavedena legislativní zkratka osobní přepravník. Rovněž v návrhu prováděcího předpisu (novely k vyhlášce č. 294/2015 Sb.), který 14. ledna 2016 předložilo ministerstvo do meziresortního připomínkového řízení, se v názvech a stanovení významů nových dopravních značek (výstražná značka A 12c Osoby na osobních přepravnících, zákazová značka B 30a Zákaz vjezdu osob na osobních přepravnících a zónová značka IZ 8a Zóna s dopravním omezením ve variantě se zákazem vjezdu osob na osobních přepravnících) používá termín „osobní přepravník“.
Důvodová zpráva k návrhu zákona č. 48/2016 Sb. používá v nadpise příslušných pasáží termín samohybná osobní vozítka (kapitoly 1.4.3 a 1.5.1 mají shodný název „Provoz samohybných osobních vozítek“), avšak text se zabývá výhradně „vozítky segway“, které pak jmenuje i různými zkrácenými způsoby („tato vozítka“, „uživatelé segway“ apod.).
Termín „technický prostředek“ (bez přívlastku „osobní“) byl dosud v zákoně o silničním provozu používán jako oficiózní opisné označení pro tzv. botičku k zabránění odjezdu vozidla (např. v novém § 124c, který byl do zákona vnesen toutéž novelou, je pro možné policejní zásahy použita formulace: „zajistí vozidlo použitím technického prostředku nebo jeho odtažením“.  

## Výklad

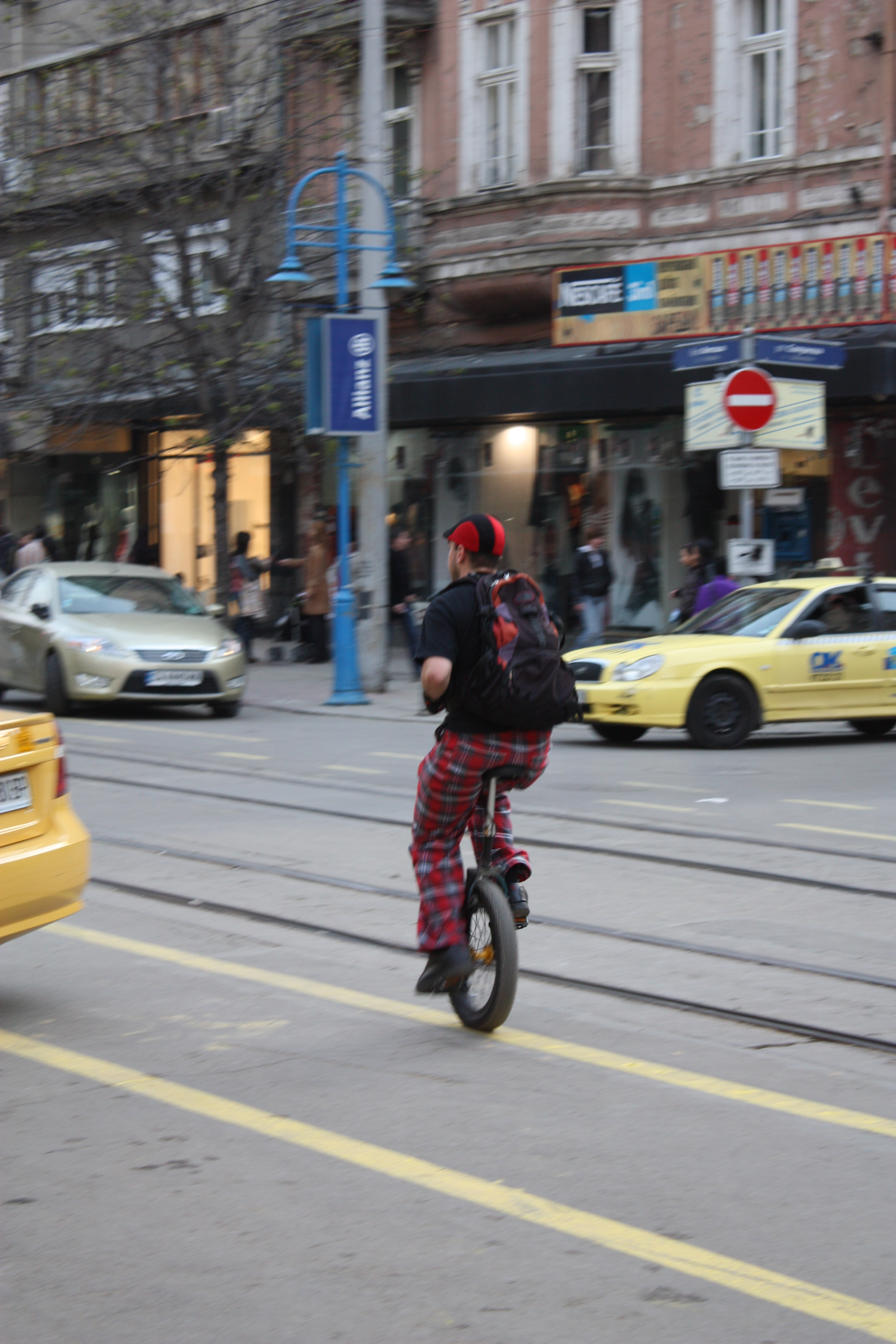
Jedním ze zařízení, jejichž právní status zůstává nejasný, je jednokolka

Zákon ani prováděcí předpis neposkytuje žádná vodítka, která by umožnila dovozovat, jaká další zařízení by mohla být považována za „obdobné zařízení“ či „obdobné technické zařízení“ a na základě jakých kritérií by tato „obdobnost“ měla být posuzována. 
Důvodová zpráva neobsahuje žádný náznak úvahy, jaká další vozítka nebo jaké další „technické prostředky“ by pod pojem mohly být zahrnuty, a nijak nevysvětluje, proč termín navržený ministerstvem (osobní přepravní prostředek) byl nahrazen termínem obecnějším a nejasnějším (osobní technický prostředek).
Podobně nejasnou formulaci obsahuje i otevřená definice chodce v témž zákoně. Podle § 2 písm. j) zákona č. 360/2001 Sb. je chodcem i osoba, která tlačí nebo táhne sáňky, dětský kočárek, vozík pro invalidy nebo ruční vozík o celkové šířce nepřevyšující 600 mm, pohybuje se na lyžích nebo kolečkových bruslích anebo pomocí ručního nebo motorového vozíku pro invalidy, vede jízdní kolo, motocykl o objemu válců do 50 cm³, psa a podobně. Novelizační zákon 48/2016 Sb. za lyže nebo kolečkové brusle přidal slova „nebo obdobném sportovním vybavení“, čímž tuto definici přiblížil stávajícímu ustanovení § 53 odst. 8, podle nějž „osoba pohybující se na lyžích, kolečkových bruslích nebo obdobném sportovním vybavení nesmí na chodníku nebo na stezce pro chodce ohrozit ostatní chodce“, a § 57 odst. 7, podle nějž „(vyhrazený) jízdní pruh pro cyklisty nebo stezku pro cyklisty může užít i osoba
pohybující se na lyžích nebo kolečkových bruslích nebo obdobném sportovním vybavení.“
Ministerstvo dopravy v letech 2010–2015 (jak samo nakonec přiznalo, tak bez právního opodstatění) ve své správní a metodické praxi prosazovalo tezi, že osoba na segwayi je chodec (mluvčí ministerstva dopravy Martin Novák: „Považovali jsme segway za chodce i doposud, ale nemělo to oporu v zákoně. Jinak by musel mít světlo, zvonek, ukazatel směru, abychom ho mohli brát jako vozidlo.“ Jediné možné právní vysvětlení tehdy mohlo být, že segway je sportovní vybavení obdobné lyžím nebo kolečkovým bruslím, přičemž ani v tomto případě zákon nijak nenaznačuje, v čem by taková obdobnost měla spočívat a jak by mělo být pojímáno adjektivum „sportovní“. 
Mluvčí ministerstva dopravy Martin Novák v červnu 2014 informoval o tom, že podle ministerstvem připravované novely zákona by měla být vozítka segway a skateboardy jmenovitě přidána do výčtu v definici chodce: „pod pojmem chodec spadají i osoby pohybující se na lyžích, kolečkových bruslích, skateboardu nebo osobním transportéru segway anebo jiném obdobném zařízení.“
Mluvčí  Martin Novák  tehdy ve výkladu pro média konstatoval, že stejná pravidla jako pro segway budou platit i pro in-line brusle nebo jednokolku či boty s kolečky.
V pozdějších návrzích však byly osobní přepravníky (tzv. osobní technické prostředky) vyčleněny do samostatného pojmu, přičemž tyto prostředky nejsou zmiňovány jako vozidla a jejich uživatelé nejsou zmiňování ani jako chodci, ani jako řidiči. Znění zákona, které nakonec bylo schváleno, ponechává nevyřešenou otázku, která z dalších zařízení (skateboard, jednokolka, skákací boty apod.) jsou spíše obdobná osobními přepravníku se samovyvažovacím zařízením, a která jsou spíše sportovním vybavením obdobným lyžím či kolečkovým bruslím. 

## Právní úprava

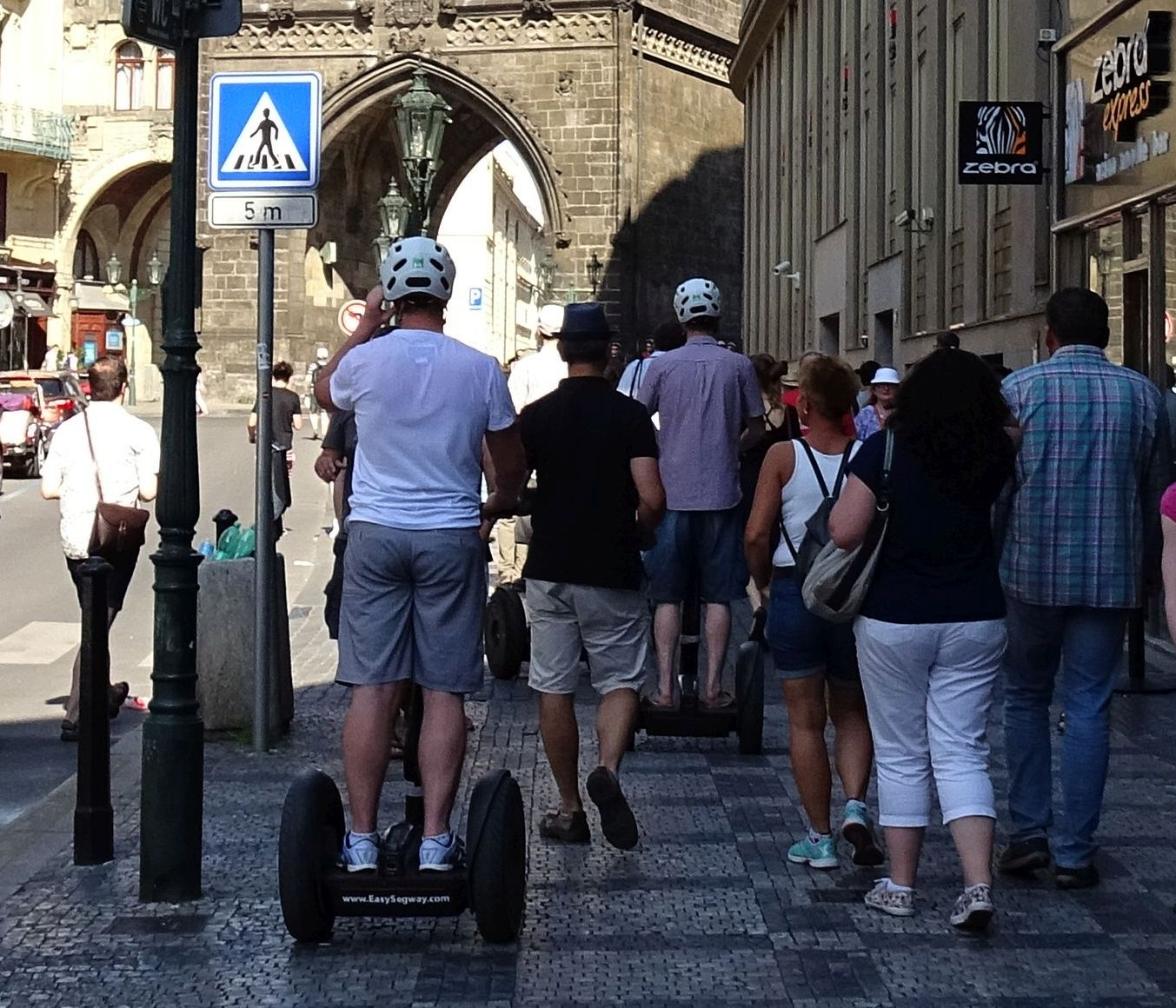
Provoz segwayů v Celetné ulici v Praze

Užívání osobního přepravníku s účinností od 20. února 2016 upravuje nový § 60a zákona 361/2000 Sb., o silničním provozu, vložený do něj novelizačním zákonem 48/2016 Sb. Provozní zásady jsou pro jejich uživatele stanoveny podobně jako pro osoby na lyžích nebo kolečkových bruslích, tj. primárně jim zákon předepisuje provoz v režimu chodce (na chodníku, stezce pro chodce, stezce pro chodce a cyklisty na odděleném pruhu pro chodce, na stezce pro chodce a cyklisty, na pěších a obytných zónách, při přecházení vozovky, při přecházení železničního přejezdu, při pohybu po krajnici nebo po okraji vozovky), přičemž stejně jako osobám na lyžích, bruslích a obdobném sportovním vybavení je jim také umožněno použít jízdního pruhu vyhrazeného pro cyklisty, stezky pro cyklisty nebo
odděleného pruhu pro cyklisty na stezce pro chodce a cyklisty.
Zásadním rozdílem je, že zatímco pro pohyb pěšky nebo na lyžích nebo kolečkových bruslích není stanoveno žádné omezení rychlosti, při užívání osobního přepravníku v režimu chodce se uživatel smí pohybovat „nejvýše rychlostí srovnatelnou s rychlostí chůze“. Při užívání osobního přepravníku v režimu cyklisty (na cyklistických pruzích či stezkách) není rychlost omezena. 
Zákon o silničním provozu zmocňuje obce, že mohou na svém území nařízením (tedy v přenesené působnosti) vymezit na svém území místa, kde je provozování osobního přepravníku na chodníku, stezce pro chodce, stezce pro chodce a cyklisty, na odděleném pruhu pro chodce na stezce pro chodce a cyklisty, na pěších a obytných zónách nebo vozovce zakázáno (tj. nelze tímto způsobem omezit jejich provoz na stezkách pro cyklisty, ve vyhrazených jízdních pruzích pro cyklisty ani po krajnici). I v případě, že je omezení stanoveno nařízením obce, je však obec povinna jej vyznačit příslušnou dopravní značkou. Pro tento účel prováděcí předpis zavádí prostou zákazovou značku i zónovou zákazovou značku. Zákaz uložený nařízením obce se nevztahuje na osobní přepravníky užívané Policií České republiky nebo obecní policií při plnění jejich povinností. 